# Thomas H. Makiyama
Thomas H. Makiyama (1928. – 2005.), američki majstor borilačkih vještina, osnivač škole Keijutsukai aikido. 

## Životopis
Thomas H. Makiyama je rođen na Havajima. Bio je učitelj aikida i osnivač Keijutsukai aikida i Međunarodne Keijutsukai federacije sa sjedištem u Tokiju. Ova organizacija podučava Keijutsukai aikido i Keijutsu (specijalizirana metoda obrambene taktike za osoblje policije). 
Makiyama se započeo baviti borilačkim vještinama u dobi od 18 godina, 1947. nakon upisa u vojsku SAD-a. Poslan je u Japan i bio je stacioniran u Yokohami, gdje je raspoređen u odjel kriminalističke istrage Vojne policije 8. armije. U policijskoj postaji Isezaki-cho u Yokohami počeo je da vježba džudo.
Tokom dugog niza godina, vježbao je džudo, džiju-džicu, karate i aikido. U aikidu je imao 8. Dana, i to u stilu Yoshinkan aikido, koji je dobio 1977. godine.
Pridonio je brojnim člancima za novine o borilačkim vještina, kao što je magazin Crni pojas. Makiyama je autor jedne od prvih knjiga na engleskom jeziku o aikidu (1960.), te knjige o Keijutsukai aikidu 1983. godine. Na Havajima je Makiyama imao ključnu ulogu u osnivanju prve službene podružnice Yoshinkai aikida izvan Japana, i to na osobni zahtjev Goze Shiode, bliskog prijatelja i profesionalnog poznanika od 1948. godine.
Makiyama je utemeljio Keijutsukai (Udruga policijskih/sigurnosnih tehnika) u veljači 1980. godine, nakon što je počeo obučavati Kijutsukai kao nezavisni sustav od početkom 1979. godine. Bio je rukovoditeljem Keijutsukaija do smrti, 9. rujna 2005. godine.

## Vanjske povezice
- Thomas H. Makiyama